# Thích Tâm Tịch
Hòa thượng Thích Tâm Tịch (1915 - 2005) là Đức Đệ nhị Pháp chủ Giáo hội Phật giáo Việt Nam từ năm 1993 đến năm 2005.
Hòa thượng Thích Tâm Tịch có pháp hiệu Như Sơn, tên thật là Nguyễn Đình Khuê, sinh ngày 17 tháng 11 năm Ất Mão (23 - 12 -1915) tại phố Hội Bình, tỉnh Yên Bái (nay là phường Hồng Hà, thành phố Yên Bái, tỉnh Yên Bái). Ông nguyên quán tại làng Định Công, huyện Thanh Trì, Hà Nội (nay thuộc phường Định Công, quận Hoàng Mai, thành phố Hà Nội); cha là cụ ông Nguyễn Đình Văn, mẹ là cụ bà Lê Thị Cúc. Ông là con út trong gia đình có 6 anh chị em.

## Thụ giới
Năm ông 4 tuổi, cha qua đời và sau đó 10 năm mẹ cũng tạ thế, khi đó ông vừa học xong cấp tiểu học. Ông tiếp tục học chữ và học nghề dưới sự dạy dỗ chăm lo của người anh là nhà giáo Nguyễn Văn Kính. Năm 16 tuổi, ông rời gia đình đi tìm học đạo. Thời gian này cũng là giai đoạn phong trào chấn hưng Phật giáo phát triển trên toàn quốc.
Năm 20 tuổi, ông tìm đến gặp Tổ Vĩnh Nghiêm, tức Đức Đại lão Hòa thượng Thích Thanh Hanh tại chùa Quán Sứ. Khi đó Tổ Vĩnh Nghiêm gửi Hòa thượng Thích Thái Hòa đưa ông về Hà Nam, gặp sư tổ Tế Xuyên là Đại lão Hòa thượng Thích Doãn Hài, rồi nhận Hòa thượng Thiện Bản - trụ trì chùa Cao Đà ở Lý Nhân, Hà Nam làm thầy nghiệp sư thế phát, quy y.
Năm 1936, khi 21 tuổi, ông được thụ Thập giới Sa di do Hòa thượng Thích Doãn Hài làm Đàn đầu Hòa thượng tại Tổ đình Tế Xuyên. Một thời gian sau, ông theo học với Tổ sư Tuệ Tạng tại chùa Quán Sứ.
Năm 1939, khi 25 tuổi, ông chính thức thụ Cụ túc giới tại Đại giới đàn chùa Quán Sứ do Tổ Trung Hậu là Hòa thượng Thích Thanh Ất làm Đàn đầu. Đây là giới đàn quy mô nhất của Phật giáo Bắc Kỳ bấy giờ. Giới tử phải nhập chúng lễ sám hối 21 ngày, sau đó trải qua thời kỳ khảo hạch để xếp thứ tự.

## Sự nghiệp
Sau khi thụ giới, ông tiếp tục theo Tổ Tuệ Tạng và tham học Phật pháp tại các trường Phật học: Quán Sứ, Bồ Đề, Cao Phong… Trong học chúng và các khóa hạ bấy giờ, ông luôn được cử giữ chức Chánh duy na.
Ông đã từng làm Giới sư rồi Hòa thượng Đàn đầu cho nhiều giới đàn như: Đại giới đàn chùa Quán Sứ năm 1953; Đại giới đàn chùa Tế Xuyên năm 1955; Đại giới đàn chùa Phật Ấn năm 1957; Đại giới đàn chùa Thần Quang năm 1959; Đại giới đàn chùa Bà Đá năm 1976; Đại giới đàn chùa Quán Sứ năm 1978.
Năm 1958, Đức Thượng thủ Tuệ Tạng chỉ định Ngài làm giám tự Tùng Lâm Quán Sứ. Cũng năm này, Hội Phật giáo Thống nhất Việt Nam được thành lập, ông trở thành Ủy viên trung ương Hội.
Năm 1962, Đại lão Hòa thượng Thích Thiện Bản (Tổ Cao Đà) viên tịch, ông nhận trọng trách trụ trì chùa Cao Đà - xã Nhân Mỹ - huyện Lý Nhân, tỉnh Hà Nam.
Năm 1972, ông làm Trưởng ban Nghi lễ Trung ương Hội Phật giáo Thống nhất Việt Nam. Từ năm 1976 đến 1981, ông là Ủy viên Thường trực Trung ương Hội.
Năm 1979, Hòa thượng Thích Trí Hải viên tịch, sơn môn thỉnh ông giữ chức vụ trụ trì Tổ đình Bồ Đề (Thiên Sơn cổ tích tự) - xã Bồ Đề- huyện Gia Lâm (nay là phường Bồ Đề - quận Long Biên) - Hà Nội.
Từ năm 1981, sau khi Giáo hội Phật giáo Việt Nam ra đời, Đệ nhất Pháp chủ Thích Đức Nhuận chỉ định ông làm trụ trì chùa Quán Sứ.
Cũng từ năm 1981, Thành hội Phật giáo Hà Nội đều cung thỉnh ông làm Đàn đầu Hòa thượng, truyền trao giới pháp cho các giới tử. Ngoài cương vị là thầy Hòa thượng các giới đàn, ông đã truyền thụ Tam quy, Ngũ giới, Bồ tát giới cho hàng ngàn Phật tử thủ đô và các tỉnh, thành khác.
Năm 1984, ông giữ chức vụ Chánh Thư ký Hội đồng Chứng minh Giáo hội Phật giáo Việt Nam, đồng thời làm Trưởng ban Trị sự kiêm Trưởng ban Tăng sự Thành hội Phật giáo Hà Nội cho đến tháng 9 năm 2002.
Tháng 11 năm 1992, tại Đại hội đại biểu Phật giáo toàn quốc lần thứ III (nhiệm kỳ 1992-1997), ông được Đại hội suy tôn làm Phó Pháp chủ kiêm Chánh Thư ký Hội đồng Chứng minh Giáo hội Phật giáo Việt Nam.
Năm 1997, Đại lão Hòa thượng Thích Thông Ban viên tịch, ông nhận lãnh trách nhiệm Viện chủ Tổ đình Tế Xuyên Bảo Khám, xã Đức Lý, huyện Lý Nhân, tỉnh Hà Nam.
Tháng 11 năm 1997, tại Đại hội đại biểu Phật giáo toàn quốc lần thứ IV (nhiệm kỳ 1997-2002) cũng như Đại hội lần thứ V (nhiệm kỳ 2002-2007), toàn thể Đại hội đã suy tôn Đại lão Hòa thượng Thích Tâm Tịch lên ngôi vị Pháp chủ Hội đồng Chứng minh Giáo hội Phật giáo Việt Nam.
Vào hồi 14 giờ 30 phút ngày 6 tháng 3 năm 2005 (nhằm ngày 26 tháng 1 năm Ất Dậu), Đức Đệ nhị Pháp chủ Đại lão Hòa thượng Thích Tâm Tịch viên tịch, thọ 90 tuổi, 66 tuổi đạo.
Hòa thượng được an táng trong bảo tháp tại chùa Bồ Đề, Gia Lâm, Hà Nội.

## Các chùa đã trụ trì
- Tổ đình Quán Sứ
- Tổ đình Cao Đà
- Tổ đình Bồ Đề
- Tổ đình Tế Xuyên
- Tổ đình Bà Đá